# Carbon (Texas)
Pour les articles homonymes, voir Carbon.
Carbon est une ville située au centre du comté d'Eastland, au Texas, aux États-Unis,.

## Démographie
Lors du recensement de 2010, la ville comptait une population de 272 habitants. Elle est également estimée, en 2016, à 267 habitants.

### Source de la traduction
- (en) Cet article est partiellement ou en totalité issu de l’article de Wikipédia en anglais intitulé « Carbon, Texas » (voir la liste des auteurs).